# Regenboogslang (aardslang)
De regenboogslang (Xenopeltis unicolor) is een niet-giftige, terrestrische slang uit de familie aardslangen (Xenopeltidae). Het is een middelgrote soort die op de bodem leeft en niet klimt.

## Naamgeving en taxonomie
De regenboogslang is ook een niet-bestaande mythologische slang in diverse culturen, zie regenboogslang (fabeldier). De regenboogslang werd voor het eerst wetenschappelijk beschreven door Caspar Georg Carl Reinwardt in 1827. Later is de slang onder verschillende andere wetenschappelijke namen beschreven zoals Xenopeltis concolor, Xenopeltis leucocephala en Tortrix xenopeltis. De regenboogslang werd aan de hand van een enkele foto ook beschreven als Cryptophidion annamense, deze naam wordt beschouwd als achterhaald.
Er zijn maar twee soorten die tot het geslacht Xenopeltis behoren; de enige andere soort is de Hainan regenboogslang (Xenopeltis hainanensis) die voorkomt in delen van China en in Vietnam.

## Uiterlijke kenmerken
De naam van deze soort is te danken aan de duidelijk iriserende, parelmoer-achtige glans over het gehele lichaam. Het lichaam heeft verder een bruine of grijsblauwe tot zwarte kleur heeft met een iets lichtere kop. De lengte is ongeveer 100 tot 125 centimeter. Deze slang graaft weleens ondiepe holen in de grond met de spitse snuit maar meestal ligt hij verstopt tussen de bladeren.

## Levenswijze
Op het menu staan allerlei dieren die zich op de bodem of vlak eronder bevinden zoals amfibieën, vogels, grotere insecten, hagedissen, kleine zoogdieren en kleine slangen. De prooien worden gewurgd, deze soort staat erom bekend zeer snel te eten.
De regenboogslang is 's nachts en alleen op de bodem actief. Het is een goede graver die voornamelijk ondergronds te vinden is. Bij verstoring wordt een muskus- achtige stof uitgescheiden door de anaalklieren aan de cloaca. Het legsel bestaat uit zes tot negen eieren, die worden afgezet in een ondergronds nest of in strooisel. De jongen hebben een witte halsband, die na 2 tot 3 maanden verdwijnt.

## Verspreiding en habitat
De regenboogslang komt voor in dichte tropische bossen in delen van Azië; in de landen Birma, zuidelijk China, Cambodja, India, Indonesië, de Filipijnen, Laos, Maleisië, Singapore, Thailand en Vietnam.
De habitat bestaat uit vochtige tropische en subtropische laaglandbossen, scrublands en drasland. Ook in door de mens aangepaste streken zoals weilanden, landelijke tuinen, stedelijke gebieden, plantages, rijstvelden, gebieden met akkerbouw en aangetaste bossen kan de slang worden gevonden. De soort is aangetroffen van zeeniveau tot op een hoogte van ongeveer 1300 meter boven zeeniveau.

## Beschermingsstatus
Door de internationale natuurbeschermingsorganisatie IUCN is de beschermingsstatus 'veilig' toegewezen (Least Concern of LC).